# Lewes
Pour les articles homonymes, voir Lewes (homonymie).
Lewes est une ville du district de Lewes, située au sud-est du comté de Sussex de l'Est dont elle est le chef-lieu, au sud-est de l'Angleterre,,.

## Géographie

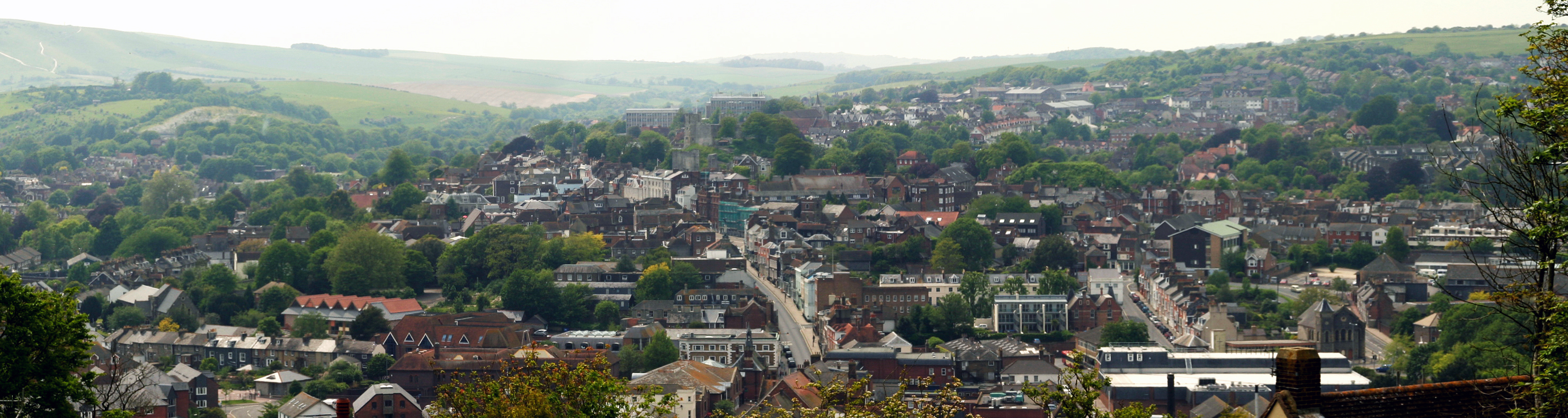
Vue panoramique de Lewes.

L'Ouse passe au centre de la ville. Au bord du fleuve, se trouve la brasserie Harveys.
Lewes est situé sur le méridien de Greenwich, dans un creux, dans les South Downs, coupé par la rivière Ouse, et près de sa confluence avec la rivière Winterbourne. Il se trouve à environ sept milles au nord de Newhaven et à égale distance au nord-est de Brighton.

### Administration
Chichester fut autrefois considérée comme la capitale du Sussex et Lewes le chef-lieu du comté,,. Horsham a parfois été cité comme le chef-lieu du comté de Sussex en raison de la présence de la prison et de la tenue périodique d'assises du comté dans la ville. Les dernières assises y ont eu lieu en 1830 et la prison a été fermée en 1845.
Lewes héberge un central de police et de justice pour le Sussex, les pompiers du Sussex de l'Est, Lewes Crown Court et HMP Lewes.
La population de Lewes est d’environ 17 000 habitants.
Ville de marché et centre de communications, elle fut le site de la bataille de Lewes en 1264.
Les monuments de la ville comprennent le château de Lewes, les vestiges du prieuré, Bull House (l'ancienne maison de Tom Paine), Southover Grange et ses jardins publics, une maison à colombages du XVIe siècle, Wealden hall house encore appelée Anne of Cleves House.
Le festival Glyndebourne, le Lewes Bonfire et le Lewes Pound sont des évènements qui concourent à la renommée de la région.

## Toponymie
Pour certains, le nom  'Lewes'  vient du pluriel anglo-saxon de « Hlaew » qui signifie « colline ».
Il s'agit des collines des South Downs ou d'anciens tertres funéraires de la région.
Cependant, Un dictionnaire des noms de lieux britanniques, ((en) A Dictionary of British Place Names) dit qu'« il dérive du mot du rare OE, lǣw, incision ', utilisé ici dans un sens topographique : gap ».

## Histoire
Les archéologues ont trouvé des traces d'habitats préhistoriques dans la région.
Les érudits pensent que l'Empire romain, s'est établi à Lewes, Mutuantonis serait l'antique cité romaine, de nombreux artefacts ont été découverts dans le secteur.
Les Saxons ont construit un château, après avoir construit sa motte en guise de point de défense près de la rivière. Ils ont donné son nom à la ville.
Au XIe siècle, et peut-être avant, un rape est créé, Lewes en est la ville principale.
Guillaume le Conquérant avait confié ce territoire à Guillaume Ier de Warenne, à charge pour lui de construire un château.
En 1264 se déroule la bataille de Lewes, un des deux principaux affrontement de la seconde guerre des Barons.
Lewes a été le siège de l'un des cinq grands prieurés de l'ordre de Cluny, le prieuré de Lewes, détruit sous le règne d'Henri VIII.
À l'époque des persécutions mariales de 1555-1557, 17 protestants sont menés au bûcher devant le Star Inn. Cet édifice est maintenant la mairie. Un mémorial des martyrs a été inauguré à Cliffe Hill en 1901.
Tout au long des XVIIe et XVIIIe siècles, Lewes se développe comme chef-lieu du Sussex, s’étendant au-delà de la muraille de la ville. C’est un port actif qui se spécialise dans les industries liées au travail du fer, et en particulier de la brasserie et de la construction navale.
En 1846, la ville devient un nœud ferroviaire, avec des lignes construites au nord, au sud et à l’est, deux gares sont construites.
Le développement de Newhaven met fin au destin de Lewes comme port majeur.
Pendant la guerre de Crimée, 300 Finlandais servant dans l'armée russe capturée à la bataille de Bomarsund, sont emprisonnés à Lewes.
Lewes devient un arrondissement en 1881.

## Sites naturels
Trois sites d'intérêt scientifique particulier se trouvent dans la paroisse : Lewes Downs, Lewes Brooks et Southerham Works Pit.
Lewes Downs est un site d’intérêt biologique, une région isolée des South Downs.
Lewes Brooks, également d'importance biologique, fait partie de la plaine inondable de la rivière Ouse, offrant un habitat à de nombreux invertébrés tels que les coléoptères aquatiques et les escargots.
Southerham Works Pit présente un intérêt géologique, c'est une carrière de craie désaffectée renfermant une grande variété de restes de poissons fossilisés.
La réserve naturelle de Railway Land se trouve du côté est de la ville, à côté de la rivière Ouse. Elle comprend une zone de forêts et de marais, avec le Heart of Reeds, un lit de roseaux sculptés conçu par l’artiste local Chris Drury.
Le ruisseau Winterbourne, un affluent de la rivière Ouse, le traverse. Ce ruisseau coule la plupart des hivers et s'assèche en été, d'où son nom. Il poursuit son cours par Lewes en passant par les Grange Gardens et emprunte souvent des cavités souterraines. Le cœur des roseaux est l’un des sites de Sussex de l’Est et de Kent qui abrite la grenouille des marais, une espèce introduite. Il est apprécié des petits pêcheurs des mares et des promeneurs. Un centre d’étude des changements environnementaux devrait être construit à l’entrée de la réserve naturelle.

## Risques naturels
Le 27 décembre 1836, une avalanche s'est produite à Lewes, la pire jamais enregistrée en Grande-Bretagne. Une grosse accumulation de neige sur la falaise voisine a glissé sur une rangée de cottages appelée Boulters Row (qui fait maintenant partie de South Street). Une quinzaine de personnes ont été ensevelies et huit d’entre elles sont mortes. Un pub de South Street porte le nom de Snowdrop en souvenir de l'événement.
Le 21 août 1864, Lewes subit un séisme de magnitude 3,1 sur l'échelle de Richter.
En octobre 2000, la ville a connu de graves inondations au cours d'une période de pluie intense dans tout le Royaume-Uni. Le centre commercial de la ville et de nombreuses zones résidentielles ont été dévastés. Dans un rapport gouvernemental sur les inondations à l’échelle nationale, Lewes a été officiellement désigné comme l’endroit le plus gravement touché.
À la suite de la catastrophe, le groupe d'action Lewes Flood a été formé, pour appuyer de meilleures mesures de protection contre les inondations.

## Économie

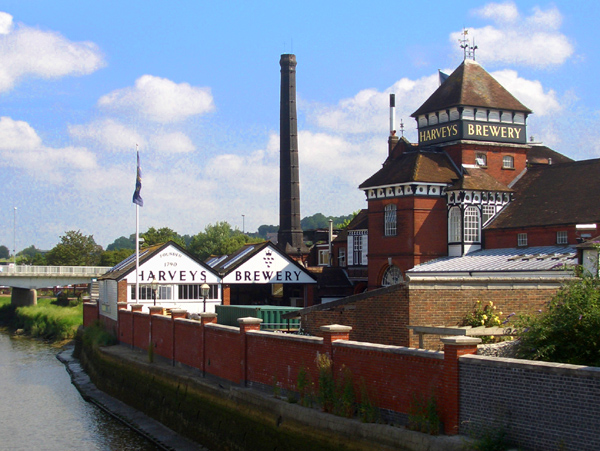
La brasserie Harveys au centre de Lewes.

Lewes a sa chambre de commerce pour représenter les commerçants et les entreprises.
La ville est reconnue comme étant exceptionnellement diversifiée, avec de nombreux détaillants indépendants spécialisés, à l’encontre des tendances nationales en faveur des commerçants en franchise et des grandes surfaces de vente au détail.
Le Lewes Farmers Market, un des premiers au Royaume-Uni, a été lancé dans les années 1990 par Common Cause Co-operative Ltd . C'est un retour de Lewes en tant que ville-marché. Le marché des producteurs se déroule dans la rue piétonne, Cliffe High, les premier et troisième samedis de chaque mois, les producteurs de produits alimentaires locaux venant vendre leurs produits sous des étals couverts.
Un marché alimentaire hebdomadaire dans la Lewes Market Tower a été créé en juillet 2010 par Transition Town Lewes pour permettre aux commerçants de vendre des produits locaux. Il arrive que des commerçants français de la ville jumelée de Blois participent au marché sur le pont de Cliffe.
À partir de 1794, les vins et les spiritueux de Lewes sont vendus sous le nom de « Harveys ». La ville est aujourd'hui le siège de la brasserie Harvey & Son, l'un des producteurs de bière anglaise les plus renommés.
En septembre 2008, Lewes a lancé sa propre monnaie, la Lewes Pound, dans le but d'accroître le commerce au sein de la ville,.
Un Lewes Pound est équivalent à 1 £. La Lewes Pound et le mouvement Transition Towns ont été critiqués pour leur incapacité à répondre aux besoins de la population de Lewes, en particulier des groupes socio-économiques défavorisés.
De telles initiatives de paiement en monnaie locale ont été plus largement critiquées à la lumière du succès limité qui a suivi et surtout en tant que stratégie irréaliste pour réduire les émissions de carbone.
La livre de Lewes peut être échangée contre le même montant en livres sterling dans plusieurs magasins de Lewes et peut être dépensée dans un large éventail d'entreprises locales. Beaucoup de billets ont été vendus sur eBay à un prix plus élevé. Les premiers chiffres et les billets séquencés se sont vendus avec une large marge aux collectionneurs étrangers.

## Animations
Des événements sont organisés dans le château : deux représentations de pièces de théâtre par an, des fêtes pour les enfants et des mariages. C'est un élément caractéristique et un symbole de la ville. Il est situé près de la Grand-rue et visible à partir des nombreux secteurs résidentiels environnants.
La ville est célèbre pour sa fête du 5 novembre, la Guy Fawkes Night, commémorant l'anniversaire de la conspiration des Poudres avec retraite aux flambeaux, courses de tonneaux de goudron, feux d'artifice et un feu de joie gigantesques commémorant non seulement Guy Fawkes mais aussi le martyre sur le bûcher de 17 protestants au milieu du XVIe siècle.

## Personnes célèbres
L'acteur et mannequin Connor Swindells, qu'on retrouve dans les séries Sex Education et Rogue Heroes a vu le jour à Lewes le 19 septembre 1996.

## Jumelages
Lewes est jumelée avec les villes de :
- Waldshut-Tiengen, Allemagne, depuis 30 juin 1963.
- Blois, France, depuis 30 juin 1963.

Pour plus de détails concernant la naissance de ces jumelages, voir l'article Histoire de la cité scolaire Augustin-Thierry.